# CD49d
Integrin α-4 (synonym CD49d) ist ein Oberflächenprotein aus der Gruppe der Integrine.

## Eigenschaften
Integrin α-4 ist ein Zelladhäsionsmolekül. Es bildet mit Integrin beta-1 oder Integrin beta-7 einen heterodimeren Rezeptor für Fibronectin und VCAM1. Es bindet an die Aminosäuresequenz GluIleAspSer (QIDS) im Fibronectin. Integrin α-4 ist glykosyliert und phosphoryliert. Im Gegensatz zu anderen alpha-Integrinen enthält Integrin alpha-4 keine I-Domäne und wird nicht durch Proteolyse aktiviert. Der Komplex aus alpha-4 und beta-1 wird als VLA-4 bezeichnet und bindet an Fraktalkin und PLA2G2A an unterschiedlichen Bindungsstellen, wobei die Bindung an PLA2G2A die Affinität der Bindung von Fraktalkine erhöht. Der Komplex aus alpha-4 und beta-7 bindet die Sequenz LeuAspThr in MADCAM1. Integrin α-4 ist an der Entstehung der chronisch-lymphatischen Leukämie beteiligt. Der Antikörper Natalizumab bindet an Integrin α-4 und wird zur Behandlung der multiplen Sklerose eingesetzt.
Integrin α-4 bindet an LGALS8 und Paxillin.